# Vonsi állomás
Vonsi (Wonsi) állomás a szöuli metró Szohe (Seohae) vonalának állomása; Anszan (Ansan) városában található.

## Viszonylatok
| Szohe (Seohae) vonal               | Szohe (Seohae) vonal | Szohe (Seohae) vonal |
| ---------------------------------- | -------------------- | -------------------- |
| Vongok (Wongok) Szosza (Sosa) felé |                      | végállomás           |